# Ułani

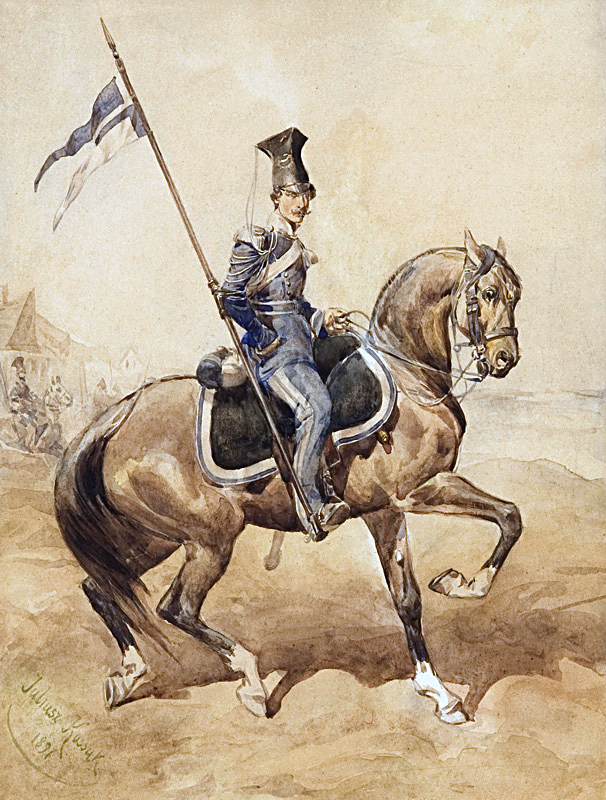
Ułan Gwardii Narodowej 1848

Ułani – lekka jazda uzbrojona w lance, szable oraz broń palną, charakterystyczna głównie dla kawalerii polskiej. W niektórych państwach analogiczne formacje nosiły nazwę lansjerów.

## Etymologia nazwy

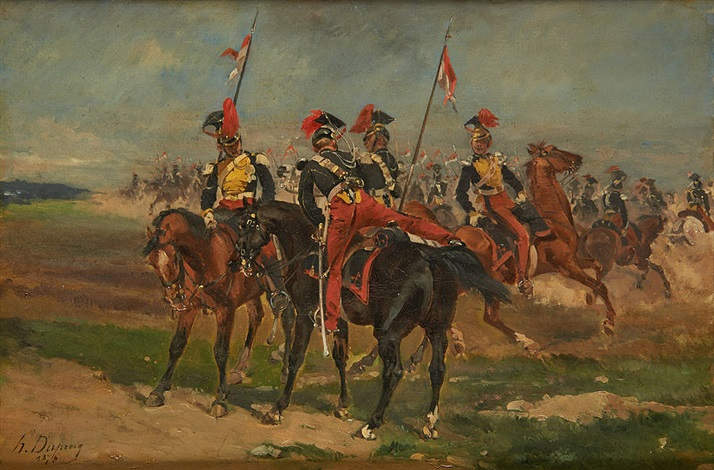
Polscy ułani wojsk napoleońskich (mal. Henri Dupray)

Nazwa wywodzi się z języka polskich Tatarów osiedlonych w granicach I Rzeczypospolitej. Jazda z tradycjami ułańskimi wywodzi się od Tatarów, u których oghłan (albo ułan) oznaczał młodzieńca, junaka. Według Piotra Borawskiego słowo ułan było też tytułem przysługującym arystokracji (spokrewniona z rodem Czyngis-chana nosiła tytuł sołtan). Od końca XIV wieku przedstawiciele rodów tatarskich osiedlali się w Wielkim Księstwie Litewskim, często zachowując ten tytuł. Jedna z gałęzi rodu Assańczukowiczów przekształciła tytuł w nazwisko Ułan. Pułk Aleksandra Ułana (8 chorągwi) stanął po stronie Augusta II w czasie wojny domowej 1715–1716, a w nagrodę za wierność monarcha w 1717 przeniósł pułk ze służby koronnej na żołd w armii saskiej. Po śmierci Ułana dowódcą pułku został Czymbaj Murza Rudnicki, a później Józef Bielak, lecz nazywano go nadal „wojskiem Ułanowym”. Podczas wojny o austriacką sukcesję (1740–1748) i wojny siedmioletniej (1756–1763) ułanami zaczęto zwać wszystkie pułki tatarskiej jazdy, złożone z tatarskich mieszkańców Wielkiego Księstwa Litewskiego uzbrojonych w lance, szable oraz krótką broń palną. Po rozbiorach Polski nazwa formacji ułańskich, a także nazwy poszczególnych elementów ich uzbrojenia zostały przejęte z języka polskiego i funkcjonowały odtąd w innych językach zachodnioeuropejskich.
Według Piotra Jaźwińskiego nazwa pochodzi od pułkownika Mohammeda Ułana z czasów Stefana Batorego – dowódcy chorągwi lekkiej jazdy Rzeczypospolitej, podobnie jak nazwę lisowczyków stworzono od nazwiska pierwszego dowódcy – Aleksandra Lisowskiego.

## Polscy ułani

### Rzeczpospolita Obojga Narodów

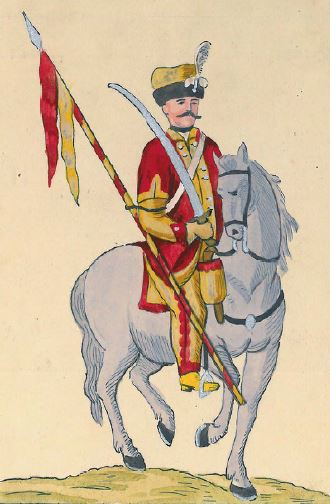
Ułan 1 Pułk Ułanów Nadwornych, XVIII w.

Chociaż neutralna Rzeczpospolita Obojga Narodów nie uczestniczyła w wojnie siedmioletniej, to dwa pułki ułańskie (jazdy tatarskiej) generała Czymbaja Murzy Rudnickiego oraz pułkownika Samuela Mustafy Koryckiego, brały udział w tej wojnie, tocząc walki na terenach Niemiec i Czech. Tatarzy litewscy nierozłącznie związali się z polską tradycją ułańską, przysparzając ojczyźnie tak znakomitych kawalerzystów, jak Józef Bielak, Aleksander Mustafa Korycki, Samuel Ułan, Joachim Murza Korycki czy Aleksander Jeljaszewicz.
Król Stanisław August Poniatowski utworzył jako część swej gwardii przybocznej pułk ułanów królewskich, umundurowanych w kurtki z wyłogami, spodnie z lampasami i rogatywki, uzbrojonych w lance, pistolety i szable. Te elementy umundurowania i uzbrojenia stały się tradycyjnie charakterystyczne dla formacji.

### Rozbiory i Księstwo Warszawskie

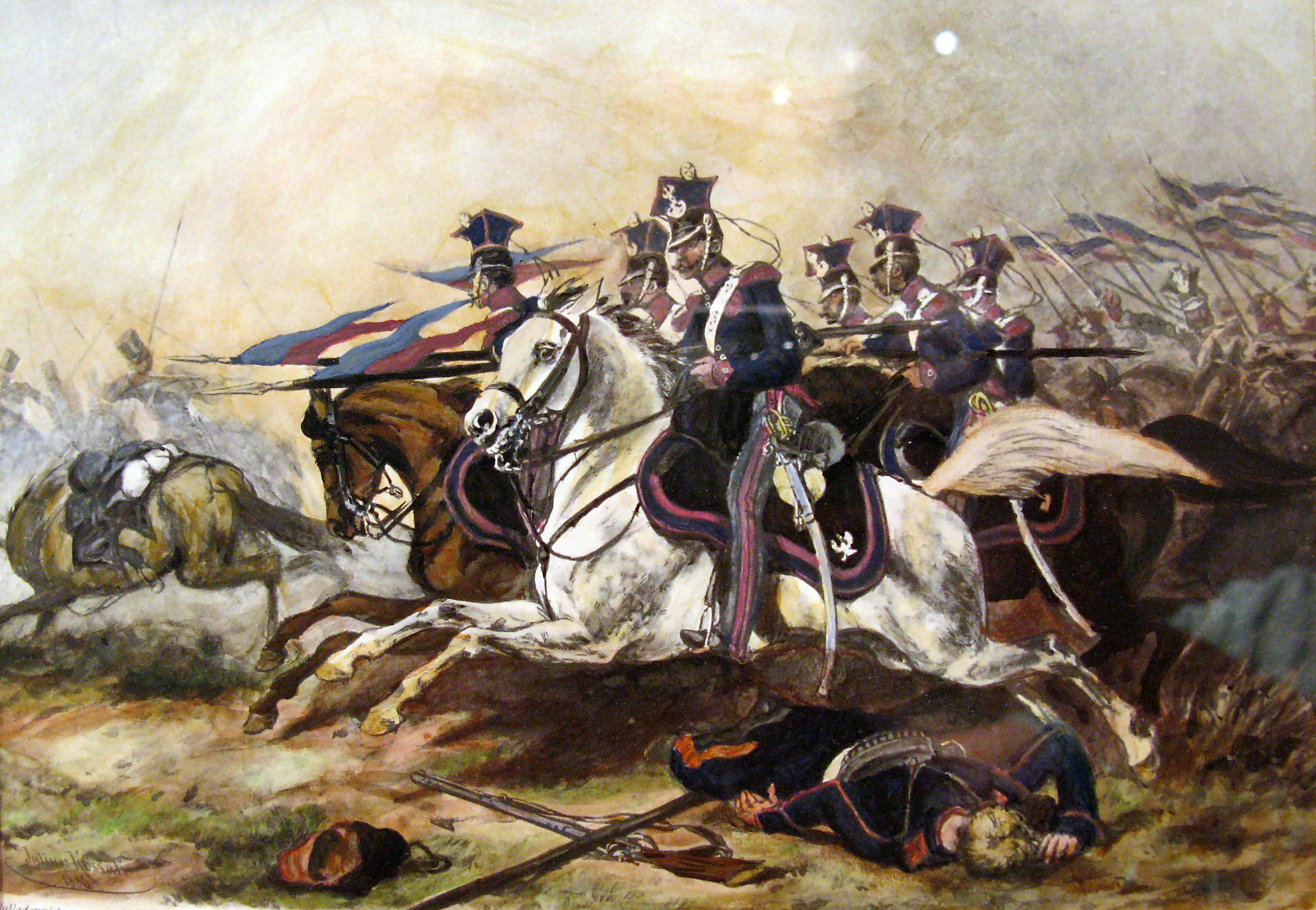
Szarża ułanów poznańskich w bitwie pod Rajgrodem (1831)

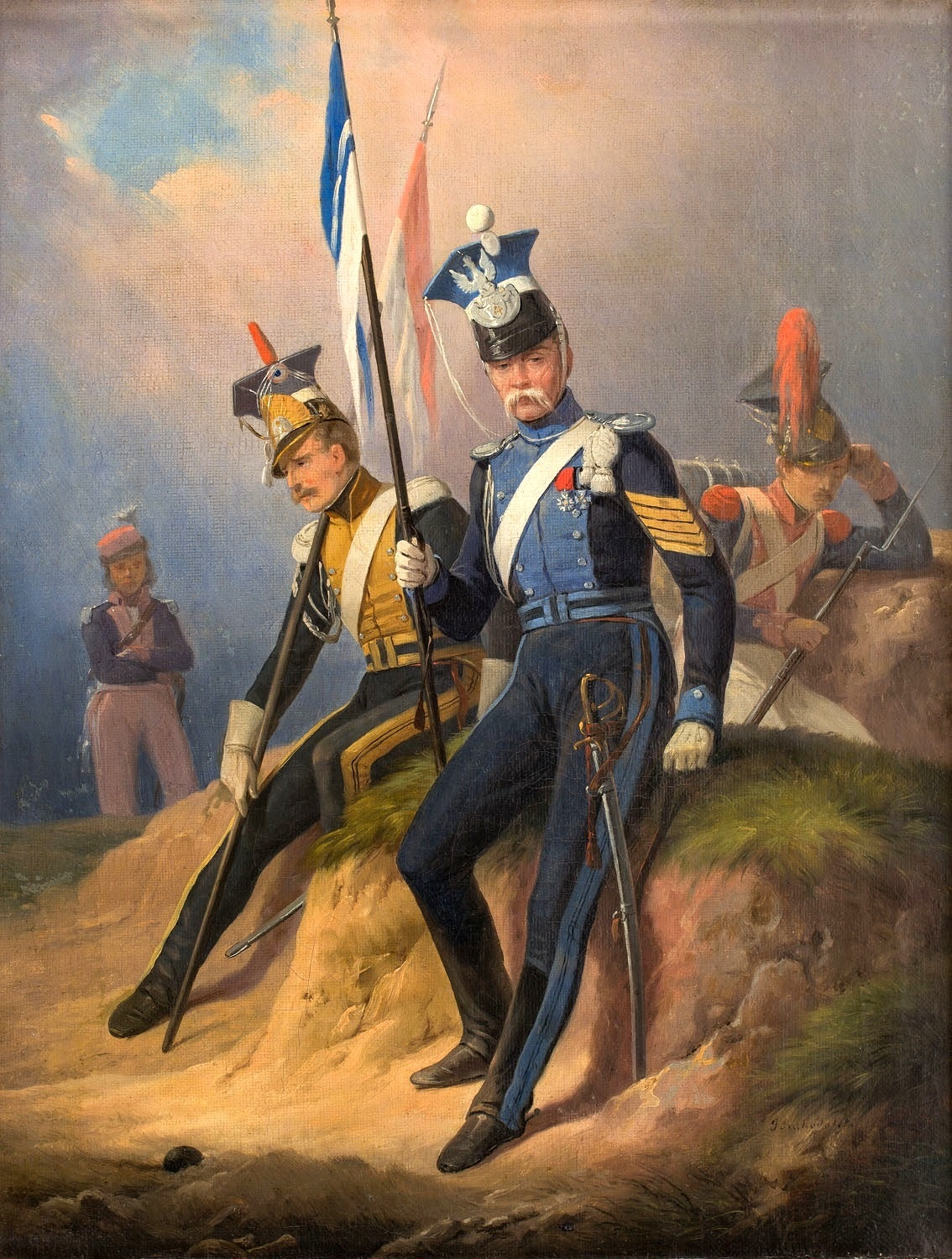
Ułani wojsk Księstwa Warszawskiego (mal. January Suchodolski, 1852)

Więc kto chce rozkoszy użyć, niech w ułany idzie służyć. – Pieśń Szwadronu Wąsowicza

W czasach rozbiorów Polski pułki ułańskie uczestniczyły w wojnie polsko-rosyjskiej 1792 oraz w insurekcji kościuszkowskiej w 1794, którą rozpoczął marsz I Wielkopolskiej Brygady Kawalerii Narodowej brygadiera Antoniego Madalińskiego. Po powstaniu Księstwa Warszawskiego i zakończeniu kampanii w 1807 większość oficerów oraz żołnierzy pułku Towarzyszy przeszła na służbę polską. W czasie istnienia Księstwa Warszawskiego utworzono w ciągu 5 lat (1807–1812) 10 pułków ułańskich, a po zajęciu Litwy przez Napoleona stworzono kolejne na Litwie, którym nadano numerację według pułków kawalerii Księstwa Warszawskiego. W armii Królestwa Kongresowego powstały również 4 pułki ułańskie wchodzące w skład ułańskiej dywizji kawalerii ze sztabem w Lublinie. W czasie powstania listopadowego i styczniowego formacje ułanów były obecne w armiach oraz oddziałach powstańczych.

### I wojna światowa
I Brygada Legionów Polskich Komendanta Józefa Piłsudskiego jako pierwsza dysponowała formacją ułańską wzorowaną na Ułanach Nadwiślańskich, pod dowództwem Władysława Beliny-Prażmowskiego (tzw. ułani Beliny). Jako pierwszy oddział Legionów Piłsudskiego – Wojska Polskiego wkroczyli oni w 1914 z ziem zaboru austriackiego do okupowanego przez Rosjan Królestwa Polskiego. Ułani Legionów brali udział w walkach I wojny światowej, 15 czerwca 1915 wykonując pod dowództwem rotmistrza Dunina-Wąsowicza szarżę na okopane za drutami kolczastymi pułki rosyjskie pod Rokitną. W polskich formacjach armii rosyjskiej walczył pułk ułanów (znany później jako pierwszy), który pod dowództwem płk. Bolesława Mościckiego wsławił się obroną Stanisławowa przed maruderami rosyjskimi oraz szarżą na bataliony niemieckie oraz austriackie pod Krechowcami 24 lipca 1918. Inny zalążek przyszłego pułku 6 wsławił się szarżą pod Kaniowem na oddziały niemieckie, choć II Korpus Polski generała Hallera bitwę tę przegrał 11 maja 1918.

### II Rzeczpospolita

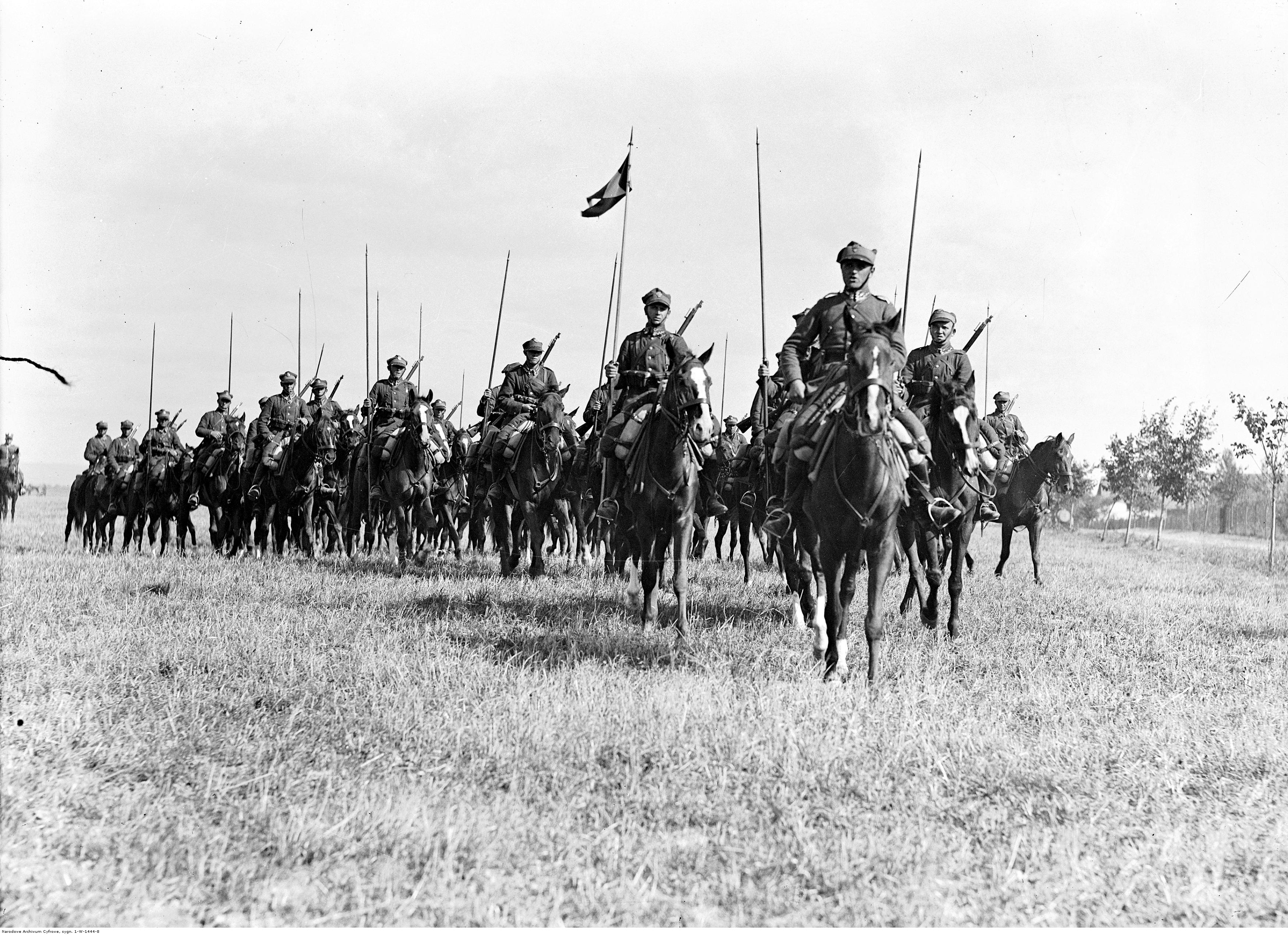
Ułani 7 Pułku Lubelskiego w marszu

W II Rzeczypospolitej tworzącej Wojsko Polskie powołano pułki ułańskie, zachowując rogatywkę oraz lance. Podobne jednostki istniały też w armii Hallera oraz armii powstania wielkopolskiego. Oprócz pułków ułańskich wywodzących się z jednostek polskich utworzonych w Rosji, kawalerii wielkopolskiej lub nowo formowanych już w Polsce, sformowano trzy pułki szwoleżerów, wywodzące się z jazdy Legionów Polskich oraz 10 pułków strzelców konnych (nazywanych początkowo też dragonami), utworzonych głównie z jednostek armii polskiej we Francji. Te trzy formacje kawalerii różniły się jedynie tradycjami i elementami umundurowania; najliczniejsze były pułki ułanów, którym to mianem mylnie i w uproszczeniu określa się niekiedy całą polską kawalerię przedwojenną. Wszystkie te formacje kawalerii używały karabinków, szabel i lanc.
Pułki kawalerii polskiej walczyły o odradzające się państwo polskie w latach 1918–1921. Ułani 14 pułku kawalerii rozstrzygnęli trzydniową bitwę z armią ukraińską pod Jazłowcem 13 lipca 1919. Ułani oraz szwoleżerowie drugiej dywizji jazdy płk. Juliusza Rómmla odegrali główną rolę w przebiegu ostatniej wielkiej bitwy kawalerii w historii wojskowości – pod Komarowem, gdzie pokonali dwie dywizje znanej z dzielności i okrucieństwa „Konarmii” (1 Armia Konna) Siemiona Budionnego 31 sierpnia 1920.
Przed II wojną światową w Wojsku Polskim istniało 27 pułków ułanów, 10 pułków strzelców konnych i 3 pułki szwoleżerów. W kampanii wrześniowej, wbrew obiegowym opiniom oddziały te nie szarżowały samobójczo na niemieckie czołgi, lecz stanowiły nader skuteczną siłę, która potrafiła się szybko przemieszczać, oskrzydlać przeciwnika i często lepiej sobie radzić w chaosie walk niż oddziały piesze. Jako podstawowy rodzaj walki regulamin działań kawalerii przewidywał walkę pieszo, podobnie jak piechota z wykorzystaniem karabinków i broni maszynowej, a tylko przemieszczanie się konno, doszło jednak do kilku przypadków szarż konnych na piechotę nieprzyjaciela, na ogół z dobrym rezultatem. We wrześniu 1939 ułani szarżowali pod Krojantami, Kałuszynem, Maliszewem, Wólką Węglową, Krasnobrodem i Lubaczowem.

### II wojna światowa

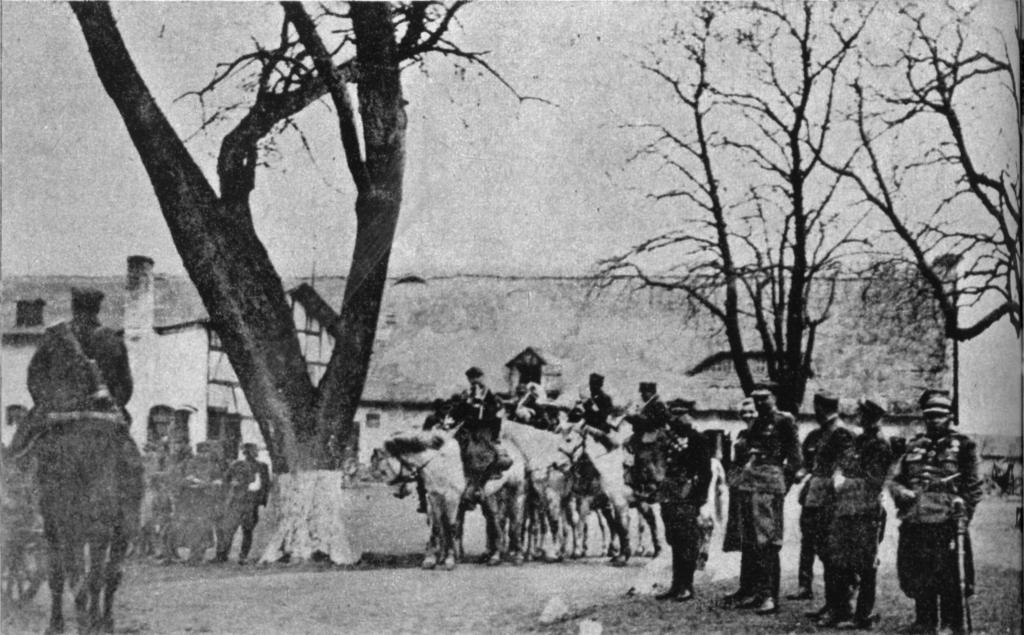
1 Warszawska Brygada Kawalerii (marzec 1945)

Podczas dalszych walk II wojny światowej, w Polskich Siłach Zbrojnych nadal funkcjonowały oddziały nazywane tradycyjnie ułanami, lecz na ogół będące już oddziałami pancernymi lub rozpoznawczymi używającymi czołgów lub samochodów pancernych i jedynie odwołującymi się do tradycji kawaleryjskich. Jedynie Pułk Ułanów Karpackich w początkowym okresie swojego istnienia w latach 1940–1941 używał koni, lecz nie korzystał z nich w walkach. W okupowanym przez Niemcy oraz Sowietów kraju pierwszym oddziałem partyzanckim był oddział mjr. Henryka Dobrzańskiego – Hubala, działający do śmierci dowódcy wiosną 1940. Z oddziałów kawalerii korzystała w niewielkim zakresie jedynie partyzantka podległa głównie Armii Krajowej. Praktyczne znaczenie oddziałów takich stopniowo jednak malało wraz z rozwojem techniki wojskowej. Mimo to, w 1943 w nowo formowanym ludowym Wojsku Polskim sformowano trzy konne pułki ułanów, które walczyły na terenie Polski i Niemiec w składzie 1 Warszawskiej Samodzielnej Brygady Kawalerii.
Kilka lat po zakończeniu wojny rozwiązano wszystkie polskie pułki kawalerii, tym samym przerywając polską tradycję ułańską oraz kawaleryjską.

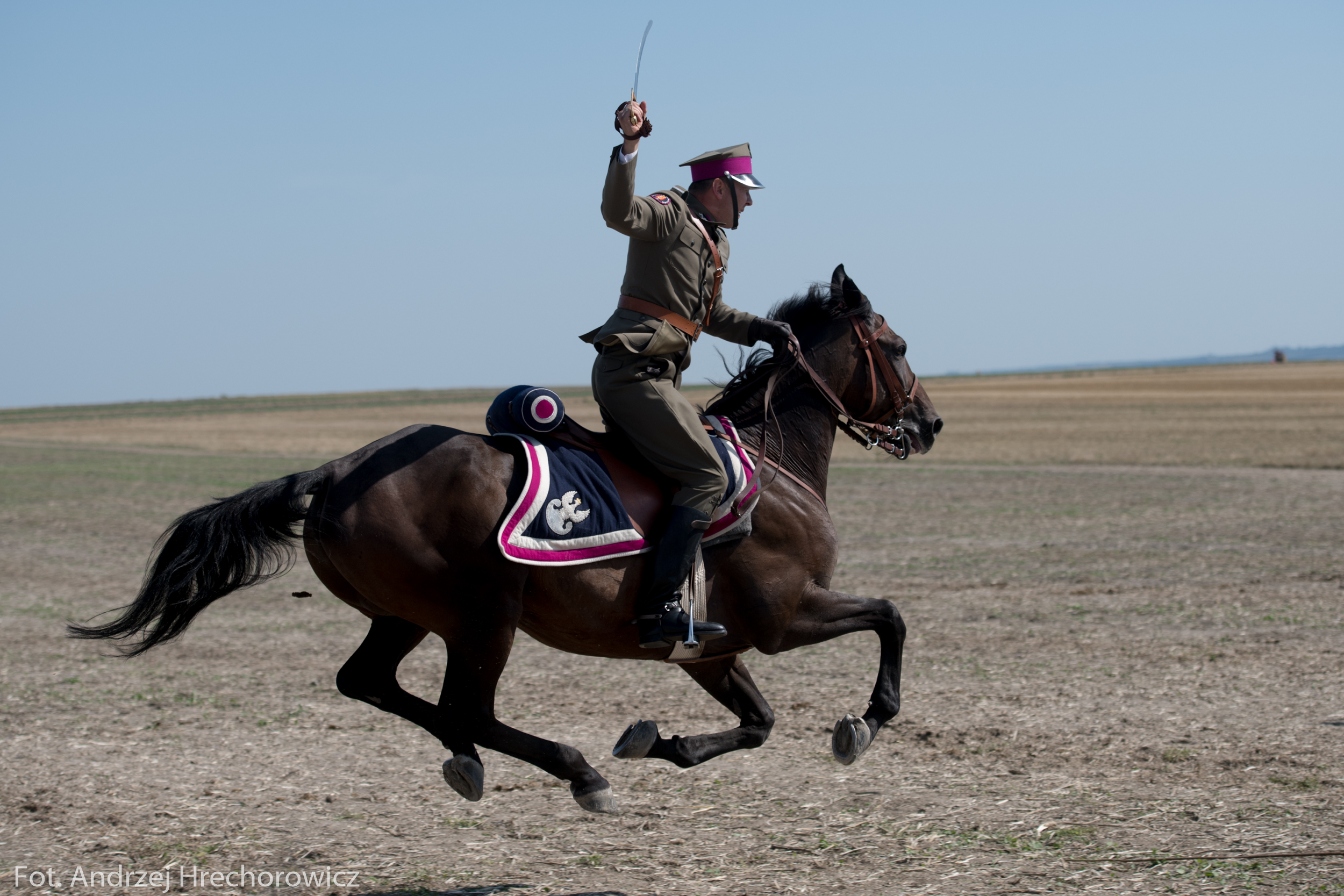
Ułan w galopie (scena rekonstrukcyjna z okazji 100. rocznicy bitwy pod Komarowem)

### III Rzeczpospolita
Po upadku PRL różne jednostki Wojska Polskiego – pancerne, zmechanizowane bądź aeromobilne – zaczęły powracać do tradycji nazewniczej pułków ułańskich. Powstałe w 1996 Stowarzyszenie Szwadron Jazdy RP doprowadziło do powołania w roku 2000 Szwadronu Kawalerii Wojska Polskiego, kontynuującego tradycje ułańskie w mundurze oraz uzbrojeniu. Rozwijają się też stowarzyszenia kultywujące tradycję, często z prawem do noszenia barw pułków.

## W armiach europejskich

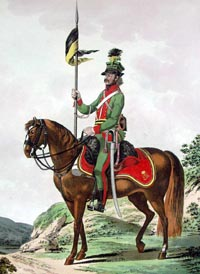
Ułan wojsk austriackich z XVIII/XIX wieku

Pod koniec XVIII wieku w armiach państw zaborczych – Austrii, Prus i Rosji, zaczęto tworzyć pułki ułańskie wzorowane na polskich ułanach. W okresie wojen napoleońskich polscy ułani w służbie francuskiej (ułani Legionów Polskich we Włoszech, a później ułani Legii Nadwiślańskiej) rozpowszechnili mundur ułański w Europie, gdzie powstały formacje tzw. lansjerów, umundurowane i uzbrojone na wzór polski. Do krajów, w których pojawiły się takie kawaleryjskie jednostki, zaliczyć można m.in. Wielką Brytanię, Rzeszę Niemiecką (od 1870 Niemcy) Francję, Hiszpanię, Włochy, także niektóre z państw południowoamerykańskich. Od 1795 Prusy posiadały słynny pułk Towarzyszy, którego zalążkiem był pułk litewskich Tatarów pod dowództwem Janusza Murzy Tuhan-Baranowskiego.

### Ułani Cesarstwa Niemieckiego
Ułani niemieccy stanowili lekką kawalerię wykonującą zadania podobne jak huzarzy, ale noszącą tradycyjne mundury w stylu polskim. W okresie I wojny światowej w armii Cesarstwa Niemieckiego istniały 34 pułki dragonów, w tym 19 pruskich, 7 pruskich rezerwowych, 4 saskie oraz 2 wirtemberskie oraz dwa bawarskie. Od 2 października 1916 roku 13 pułków przeorganizowano w spieszone pułki kawalerii. W kolejnych latach rozwiązano 5 rezerwowych pułków ułanów, a do końca wojny przetrwało 29.
Umundurowanie
Nakryciem głowy ułana w 1914 był hełm ułański wz. 1894, z farbowanej na czarno skóry, wzorowany na polskiej czapce ułańskiej. Saska wersja hełmu była nieco bardziej zaokrąglona. Na czapkę nakładano szarozielony pokrowiec wz. 1894 ze szczeliną na kokardę krajową i zielonym numerem pułku. Ułańskie czapki polowe miały otoki i wypustki wokół korony w barwach pułkowych. Oficerowie nosili ułańskie kurtki polowe wz. 1910, a pozostali wz. 1908. Kurtki posiadały wypustki i podkładki naramienników w barwach pułkowych oraz posrebrzane guziki. Kurtka posiadała  kołnierz stojący z wypustką, a także wypustkę wzdłuż dolnej krawędzi.